# Oberea compta
Oberea compta är en skalbaggsart som beskrevs av Francis Polkinghorne Pascoe 1867. Oberea compta ingår i släktet Oberea och familjen långhorningar.
Artens utbredningsområde är Sarawak. Inga underarter finns listade i Catalogue of Life.